# Sandyville (Iowa)
Pour les articles homonymes, voir Sandyville.
Sandyville est une ville, du comté de Warren en Iowa, aux États-Unis. Elle est fondée en 1851.

## Source de la traduction
- (en) Cet article est partiellement ou en totalité issu de l’article de Wikipédia en anglais intitulé « Sandyville, Iowa » (voir la liste des auteurs).